# Zračna luka Dajrestan
Zračna luka Dajrestan (IATA kod: GSM, ICAO kod: OIKQ) smještena je na otoku Kešm u Perzijskom zaljevu odnosno pokrajini Hormuzgan u južnom Iranu. Nalazi se na nadmorskoj visini od 14 m. Zračna luka ima jednu asfaltiranu uzletno-sletnu stazu dužine 4226 m, a koristi se za tuzemne letove. Zračni prijevoznici koji nude redovne letove u ovoj zračnoj luci uključuju Iran Air (iz/u: Teheran-Mehrabad) i Kish Air (iz/u: Širaz).

## Vanjske poveznice
- (engl.) [neaktivna poveznica]
- (engl.) DAFIF, Great Circle Mapper: GSM